# شهرداری‌های الجزایر

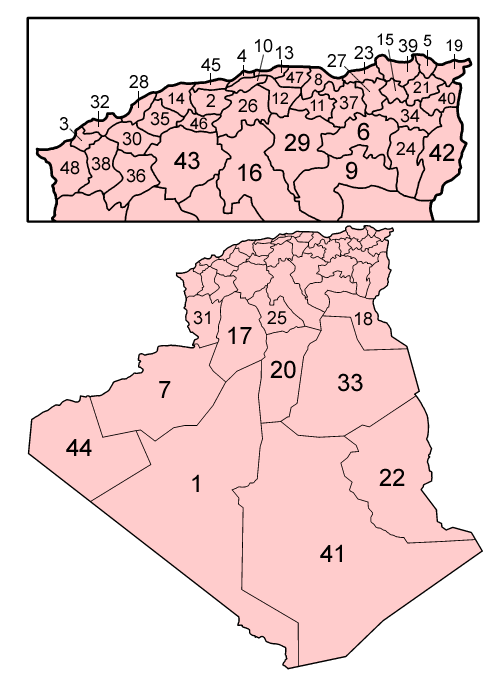
نمایی از نقشهٔ استان‌های الجزایر که به ترتیب حروف الفبا شماره‌گذاری شده‌است - ۲۰۰۵

شهرداری‌های الجزایر (عربی: بلدیه (مفرد)؛ فرانسوی: commune) سومین سطح تقسیمات کشوری الجزایر هستند. بنا بر داده‌های سال ۲۰۰۲ میلادی ۱٬۵۴۱ شهرداری در این کشور وجود داشت.